# Roman Kireyev
Roman Nikolaïevitch Kireïev - en russe : Роман Николаевич Киреев et en anglais : Roman Kireyev - (né le 14 février 1987) est un coureur cycliste kazakh.

## Carrière
En 2004, Roman Kireyev est deux fois médaillé de bronze aux Jeux d'Asie juniors, en contre-la-montre et à la course en ligne. En catégorie espoirs, il devient champion du Kazakhstan sur route. Il participe en 2006 aux championnats du monde à Salzbourg en Autriche. Il y prend la 25e place de la course en ligne des moins de 23 ans. En 2007, il est cinquième du championnat du Kazakhstan du contre-la-montre et huitième de la course en ligne, en catégorie élite. Avec l'équipe nationale espoirs, il est neuvième du GP Tell, manche de la Coupe des Nations U23. Aux championnats du monde, à Stuttgart en Allemagne, il est 14e du contre-la-montre et 22e de la course en ligne, dans la catégorie des moins de 23 ans.
En 2008, il devient coureur professionnel au sein de l'équipe ProTour kazakhstanaise Astana. 
Mi-août 2011, alors qu'Alexandre Vinokourov a été écarté de l'équipe Astana en raison d'un effectif trop nombreux, celui-ci annonce vouloir effectuer son retour lors du Tour de Lombardie. À la même période, en raison de problèmes de dos, la retraite de Roman Kireyev est annoncée libérant ainsi une place dans l'effectif de l'équipe kazakhe.

## Palmarès
- 2004
  -  Médaillé de bronze sur route aux Jeux d'Asie juniors
  -  Médaillé de bronze du contre-la-montre aux Jeux d'Asie juniors
- 2006
  -  Champion du Kazakhstan sur route espoirs
- 2008
  - 3e du championnat du Kazakhstan du contre-la-montre
- 2009
  - 2e du championnat du Kazakhstan du contre-la-montre
- 2010
  - 2e du championnat du Kazakhstan du contre-la-montre

## Résultats sur les grands tours

### Tour d'Italie
- 2010 : 87e

## Classements mondiaux
| Année         | 2006 |
| ------------- | ---- |
| UCI Asia Tour | 46e  |